# Besuch Horst Sindermanns in der Bundesrepublik Deutschland 1986

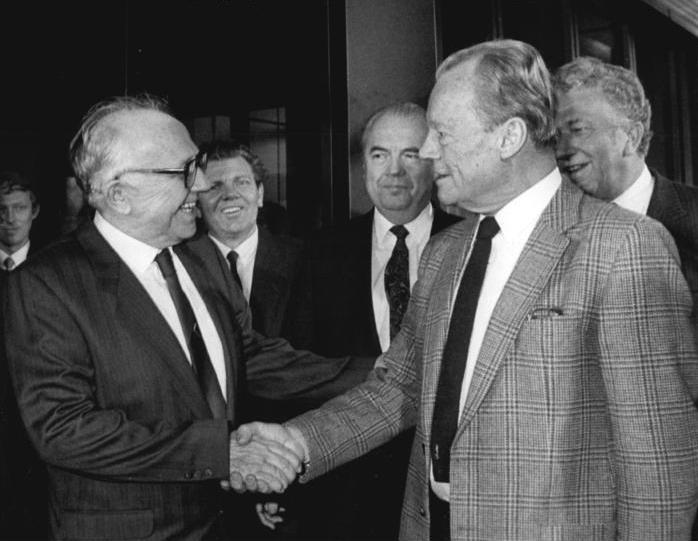
Horst Sindermann und Willy Brandt

Der Besuch Horst Sindermanns in der Bundesrepublik Deutschland fand vom 19. bis 22. Februar 1986 statt. Es war der erste Besuch eines führenden Repräsentanten der DDR in der Bundesrepublik seit 1970.

## Vorgeschichte
Seit 1970 gab es Spitzentreffen zwischen führenden Vertretern der DDR und der Bundesrepublik. Am 19. März 1970 war Bundeskanzler Willy Brandt in Erfurt, am 21. Mai der Ministerpräsident Willi Stoph in Kassel. 1981 kam Bundeskanzler Helmut Schmidt in die DDR.
Im März 1984 reiste eine Delegation der SPD-Bundestagsfraktion zu einem offiziellen Besuch in die DDR. Der geplante Gegenbesuch einer Volkskammerdelegation nach Bonn war aber zunächst nicht möglich, da rechte Abgeordnete der CDU/CSU-Fraktion ihren Widerstand gegen eine Anerkennung der Volksunterdrückungskammer geltend machten. Im Februar 1985 wurde ein Antrag auf offizielle Beziehungen zwischen beiden Parlamenten von der CDU/CSU als einziger Bundestagsfraktion wirksam abgelehnt. So lud die SPD-Bundestagsfraktion eine Volkskammerdelegation nach Bonn ein. Nun „drängten sich“ auch CDU-Politiker ins Besuchsprogramm.
Der Besuch sollte auch eine erstmalige Reise des Staatsratsvorsitzenden Erich Honecker in die Bundesrepublik vorbereiten.

## Mitglieder der Delegationen
Delegation der Volkskammer
- Horst Sindermann, Präsident der Volkskammer, SED
- Werner Heilemann, Mitglied des Präsidiums der Volkskammer, FDGB
- Herbert Fechner, Vorsitzender der Interparlamentarischen Gruppe der DDR
- Manfred Clauß, SED
- Siegfried Dallmann, NDPD
- Christa Jauch, LDPD
- Günter Gleißner, Leiter des Büros des Präsidenten der Volkskammer
- Hans Schindler
- Harry Morgenstern
- Ewald Moldt, Leiter der Ständigen Vertretung der DDR in Bonn

Delegation der SPD-Fraktion im Bundestag
- Hans-Jochen Vogel, Fraktionsvorsitzender
- Horst Ehmke
- Helmuth Becker
- Egon Bahr
- Hans Büchler
- Gerhard Heimann
- Lothar Löffler
- Dieter Haack
- Jürgen Schmude
- Margitta Terborg
- Karsten Voigt
- Annemarie Renger, Vizepräsidentin des Bundestages
- Eugen Selbmann
- Wolfgang Wiemer

## Verlauf

### 19. Februar
Am Mittwochmorgen, dem 19. Februar, landete die DDR-Delegation auf dem Flughafen Köln-Bonn. Sie wurde dort vom SPD-Fraktionsvorsitzenden Hans-Jochen Vogel und weiteren Persönlichkeiten begrüßt. Danach fuhr sie zum Bundeshaus in Bonn, dem Parlamentsgebäude des Deutschen Bundestages. Sie wurde zuerst in den leeren Plenarsaal geführt, da einige rechte Vertreter der CDU/CSU-Fraktion lautstarke Proteste angekündigt hatten, falls sie zu einer offiziellen Bundestagssitzung kommen würde, wie dies bei Parlamentsbesuchen sonst üblich war.
Danach führte die Delegation Gespräche mit Vertretern der SPD-Bundestagsfraktion sowie von CDU/CSU und FDP.
Anschließend wurde Horst Sindermann von Bundeskanzler Helmut Kohl im Bundeskanzleramt zu einem etwa zweistündigen Gespräch empfangen. Danach besuchte er den ehemaligen SPD-Fraktionsvorsitzenden Herbert Wehner in dessen Privathaus. Diesen kannte er aus KPD-Zeiten in Dresden und hatte ihn 1933 letztmalig gesehen.
Am Abend lud die SPD zu einem Essen in das Restaurant Cäcilienhöhe in Bonn-Bad Godesberg, zu dem auch weitere Gäste wie Wolfgang Schäuble (CDU) kamen.

### 20. Februar

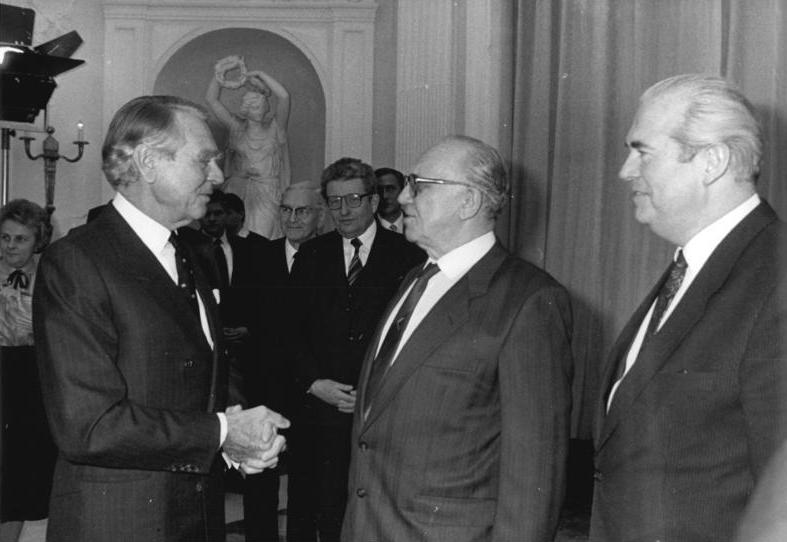
Horst Sindermann begrüßt den Aufsichtsratsvorsitzenden der Fried. Krupp GmbH Berthold Beitz

Am Donnerstag wurde Horst Sindermann mit einigen Begleitern vom Bundestagspräsidenten Philipp Jenninger von der CDU in seiner Dienstvilla empfangen, da Mitglieder seiner Fraktion einen offiziellen Empfang im Präsidentenflügel des Bundeshauses abgelehnt hatten.
Horst Sindermann und einige Mitglieder seiner Delegation wurden auch vom SPD-Vorsitzenden Willy Brandt im Erich-Ollenhauer-Haus in Bonn empfangen.
Der Ständige Vertreter der DDR in der Bundesrepublik Ewald Moldt gab einen Empfang in der Ständigen Vertretung in Bonn. Dazu kamen auch führende Vertreter der bundesdeutschen Wirtschaft wie der Vorsitzende des Industrie- und Handelstages Otto Wolff von Amerongen und der Aufsichtsratsvorsitzende der Fried. Krupp GmbH Berthold Beitz, sowie Bundestagspräsident Philipp Jenninger, der Bundesminister für innerdeutsche Angelegenheiten Heinrich Windelen und weitere Persönlichkeiten.

### 21. Februar
Am Freitag führte die Volkskammerdelegation Gespräche mit Vertretern der Bundestagsfraktion der Grünen. Eine herzliche Begegnung gab es mit dem DKP-Vorsitzenden Herbert Mies und weiteren Parteimitgliedern. Danach gaben Horst Sindermann und Hans-Jochen Vogel eine Internationale Pressekonferenz.
In Wuppertal wurde die Delegation vom Ministerpräsidenten von Nordrhein-Westfalen und SPD-Kanzlerkandidaten Johannes Rau empfangen. Dort besuchte sie das Engels-Haus und Horst Sindermann trug sich in das Goldene Buch der Stadt ein.

### 22. Februar

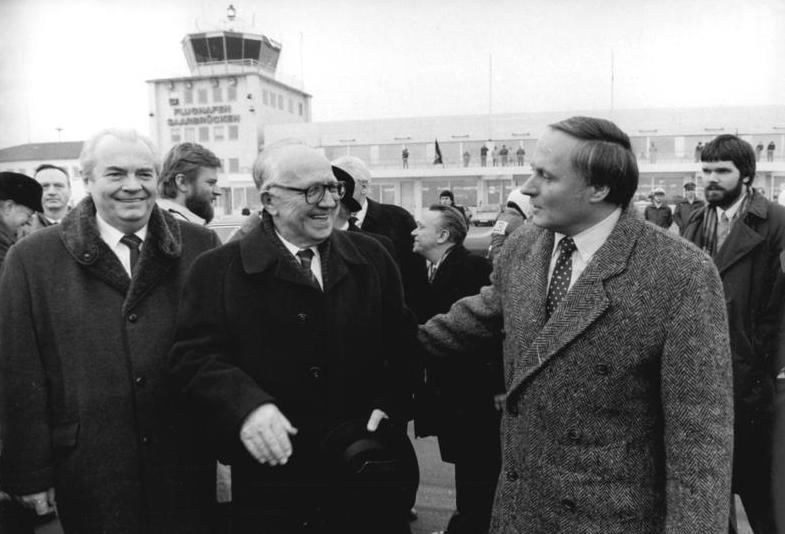
Oskar Lafontaine empfängt Horst Sindermann auf dem Flughafen Saarbrücken

Am Sonnabend wurde die DDR-Delegation vom saarländischen Ministerpräsidenten Oskar Lafontaine in Saarbrücken empfangen.
Anschließend reiste sie zurück in die DDR.

## Nachwirkungen
Die Reaktionen auf den Besuch des Volkskammerpräsidenten Horst Sindermann in Bonn waren in der westdeutschen Presse auch positiv.

„Solch einen umgänglichen Einheitssozialisten wie den Dresdner haben die Bonner, ob Sozial- oder Christdemokraten, noch nicht erlebt. »Wir Deutsche«, sagt der etwa, »müssen uns die Kunst des Zusammenlebens aneignen. Da haben wir noch viel nachzuholen.«“

Der für die nächsten Monate geplante Besuch des Staatsratsvorsitzenden Erich Honecker in der Bundesrepublik fand erst im folgenden Jahr statt. Dieser besuchte dann ebenfalls Bonn, Wuppertal mit Friedrich-Engels-Haus und Saarbrücken, sowie weitere Orte.
Zwischen Vertretern der beiden Parlamente kam es danach zu keinen offiziellen Delegationsbesuchen mehr bis Ende 1989.